# Ceolwald
Ceolwald soll im Jahr 716 für kurze Zeit König des angelsächsischen Königreiches Mercia gewesen sein.
Nach dem Tode König Ceolreds soll ein Ceolwald (oder Ceolwold) Ansprüche auf den Thron geltend gemacht haben. Dies wird in Manuskript B und Manuskript C der Angelsächsischen Chronik sowie in einer Version der sogenannten Worcester Regnal List erwähnt.
Es erscheint aber wenig wahrscheinlich, dass es diesen Ceolwald je gegeben hat, und selbst wenn sein Griff nach der Herrschaft erfolgreich war, so kann er nur kürzeste Zeit regiert haben, da alle Quellen den Regierungsantritt Æthelbalds in das Jahr 716 datieren.

### Sekundärliteratur
- Frank M. Stenton: Anglo-Saxon England. 3. Auflage, Oxford University Press, Oxford 1971, ISBN 0-1928-0139-2.
- Ian W. Walker: Mercia and the Making of England. Sutton, Stroud 2000, ISBN 0-7509-2131-5
- Barbara Yorke: Kings and Kingdoms of Early Anglo-Saxon England. Routledge, London-New York 2002, ISBN 978-0-415-16639-3. PDF (6,2 MB)